# Двориште (Подујево)
Двориште (алб. Dvorishtë) је насељено место у општини Подујево, Косово и Метохија, Република Србија.

## Демографија
| Демографија | Демографија | Демографија |
| Година      | Становника  | Становника  |
| ----------- | ----------- | ----------- |
| 1948.       | 331         |             |
| 1953.       | 366         |             |
| 1961.       | 379         |             |
| 1971.       | 346         |             |
| 1981.       | 293         |             |
| 1991.       | 290         |             |